# Gaetano Baluffi
Gaetano Baluffi (Ancona, 28 de março de 1788 - Ímola, 11 de novembro de 1866) foi um bispo italiano e cardeal da Cúria da Igreja Católica Romana .

## Vida
Gaetano Baluffi era filho de Pietro Baluffi e sua esposa Paola Micheletti e vinha de uma família rica em Camerino. Quando jovem, estudou filosofia, teologia e direito no Seminaro-Collegio, o seminário de Ancona, e foi ordenado sacerdote em 9 de março de 1811.
Em 2 de setembro de 1820 recebeu seu doutorado em direito civil e canônico pela Universidade de Fano, Doctor iuris utriusque .
Como capelão e sacerdote, serviu como cônego na Catedral de Ancona. Ao mesmo tempo, lecionou retórica em universidades e seminários como professor, foi diretor do liceu da cidade e escreveu vários livros de não-ficção sobre teologia. Em 1824 foi nomeado vigário geral da diocese de Ancona, cargo que ocupou até 1834.
Em 29 de julho de 1833, Baluffi foi nomeado bispo de Bagnoregio; ele recebeu a consagração episcopal em 18 de agosto de 1833 pelo Cardeal Carlo Odescalchi em Roma. Um ano depois, em 19 de dezembro de 1834, Baluffi tornou-se o conselheiro pessoal do Papa Gregório XVI sobre. Isso enviou Baluffi em 9 de setembro de 1836 como Internuntius para Nueva Granada, hoje Colômbia. Serviria como Internuntius da Santa Sé até 30 de junho de 1842, data em que deixou Bogotá para a Itália, com exceção do Brasil representada em todos os países da América do Sul.
Já em 27 de janeiro de 1842 Baluffi havia sido nomeado arcebispo de Camerino. Sua nomeação como secretário da Congregação para os Bispos e Religiosos do Vaticano em 22 de abril de 1845 foi acompanhada pela elevação ao arcebispo titular de Perge, mas apenas um ano depois, em 21 de setembro de 1846, mudou-se para a diocese de Imola como pároco-chefe .
Em 21 de dezembro de 1846, o Papa Pio IX ele em seu primeiro consistório para o Colégio dos Cardeais. Em 14 de junho de 1847 recebeu o chapéu cardinalício e a nomeação como cardeal sacerdote da igreja titular de Santi Marcellino e Pietro .
O cardeal Baluffi morreu aos 78 anos e foi sepultado no cemitério da cidade de Imola.

## Link Externo
Gaetano Baluffi The Cardinals of the Holy Roman Church

Gaetano Baluffi